# الخبز الحافي (فلم)
الخبز الحافي فيلم سينمائي مغربي أخرجه المخرج الجزائري - رشيد بن حاج سنة 2004

## حبكة الفيلم
قصة الفيلم مستوحاة من رواية الخبز الحافي للروائي المغربي الراحل محمد شكري التي نشأ في مدينة طنجة، حيث لم يكن يعرف الكتابة قبل سن الحادية والعشرين، قبل أن يتعلمها في إحدى سجون المدينة، وكانت رحلته مع الأدب بمثابة انتقام من والده الذي كان يرى فيه رمزاً لكل أنواع الظلم والجبروت، بما في ذلك إذلال المال وإذلال الاحتلال.
ومن خلال الفيلم نتابع مغامرات الفتى محمد مع الفقر، حيث يمضى أياماً ساعياً للحصول على كِسرة خبز ليسد جوعه في المغرب التي تعاني من شدة الفقر ووطأة الاحتلال الفرنسي، فيعاشر العاهرات ويصبح معرضاً لشتى أنواع الاستغلال من أجل كسرة خبز فقط.

## البطاقة التقنية
- العنوان : الخبز الحافي
- الإخراج : رشيد بن حاج
- سيناريو : ----
- الإنتاج : ----
- الموسيقى : -----
- التصوير : -----
- مساعد إخراج : -----
- المونتاج : -----
- الديكور : -----
- الأزياء : [[.]] و[[.]] و[[.]]
- بلد الاصل : المغرب الجزائر إيطاليا
- النوعية : الألوان - [[.]] - [[.]] - .mm
- النوع : سيرة ذاتية
- المدة : 100 دقيقة
- أول عرض : [[.]].

## وصلات خارجية
- مقالات تستعمل روابط فنية بلا صلة مع ويكي بيانات